# Thasos
Thasos sau Tasos (în greacă: Θάσος) este o insulă din Grecia situată în bazinul nordic al Mării Egee (Marea Traciei), la 8 km distanță de coasta meridională a Traciei. Aria acesteia este de 398 km2, fiind a douăsprezecea, ca mărime, din Grecia și cea mai nordică dintre insulele arhipelagului elen.
Același nume este purtat actualmente și de cel mai mare oraș de pe insulă (denumit și Limenas Thasou), precum și de municipalitatea (δήμος, dimos) corespunzătoare (inclusă în fosta prefectură Kavala, până în 2011), care coincide cu teritoriul insulei. Aceasta aparține administrativ regiunii Macedonia de Est și Tracia din Republica Elenă.